# Diocèse de Khunti
Le Diocèse de Khunti est une circonscription ecclésiastique de l’Église catholique en Inde. Une ancienne mission catholique parmi les Mundaris, longtemps section méridionale de l’Archidiocèse de Ranchi est érigée en diocèse en 1995. Comptant 87000 catholiques sur 22 paroisses il est actuellement gouverné par Mgr Binay Kandulna.

## Histoire
Le premier missionnaire catholique qui ait pénétré dans le Chotanagpur est le jésuite Auguste Stockman, qui s’installe d’abord à Chaibasa. C’était en 1868. Pendant une vingtaine d’années le développement se fit autour de quatre postes formant quadrilatère: Bandgaon, Dolda, Kochang et Sarwada.   
Avec l’arrivée de Constant Lievens en 1885, au cœur du pays Munda, la mission connait un essor considérable. Installé à Torpa, l’Apôtre du Chotanagpur' introduit de nouvelles méthodes missionnaires et s’intéresse activement à la lutte des Mundaris pour la défense de leurs terres. Ce qui lui gagne leur estime et profonde reconnaissance. De nombreux postes missionnaires sont ouverts. 
La mission de Jean-Baptiste Hoffmann parmi les Mundaris commence en 1893. Il construit l’église néogothique de Sarwada, fonde la 'Banque coopérative catholique' (pour libérer les Mundaris des prêteurs d’argent), et rassemble tout ce qui est écrit sur les Mundaris, dans l’immense Encyclopedia mundarica (15 volumes).
Lorsque le diocèse de Ranchi est créé en 1928 la mission parmi les Mundaris y est rattachée.  Arrivé à maturité et ayant un nombre suffisant de prêtres la mission devient diocèse le 1er avril 1995, par décision du pape Jean-Paul II.
Le diocèse de Khunti qui compte 87000 catholiques, principalement des tribaux Mundaris, sur 22 paroisses est suffragant de l’archidiocèse de Ranchi et couvre le district civil de Khunti avec, en plus, la paroisse historique (munda) de Bandgaon dans le district de Singhbhum occidental. La cathédrale Saint-Michel est construite à Khunti et inaugurée en 2012.

## Évêques de Khunti
- 1995-2012 : Stephen M. Tiru
- 2012-  :    Binay Kandulna

## Sources
- Catholic Directory of India
- Annuario pontificio 2010, Città del Vaticano, Libreria editrice vaticana, 2010.